# Breitenburg
Breitenburg (niederdeutsch: Bredenborg) ist eine Gemeinde im Kreis Steinburg in Schleswig-Holstein. Das Schloss Breitenburg und der Tempel von Nordoe befinden sich auf dem Gemeindegebiet, ebenso das Wohngebiet Nordoe und das Schlossgebiet Alt-Breitenburg.

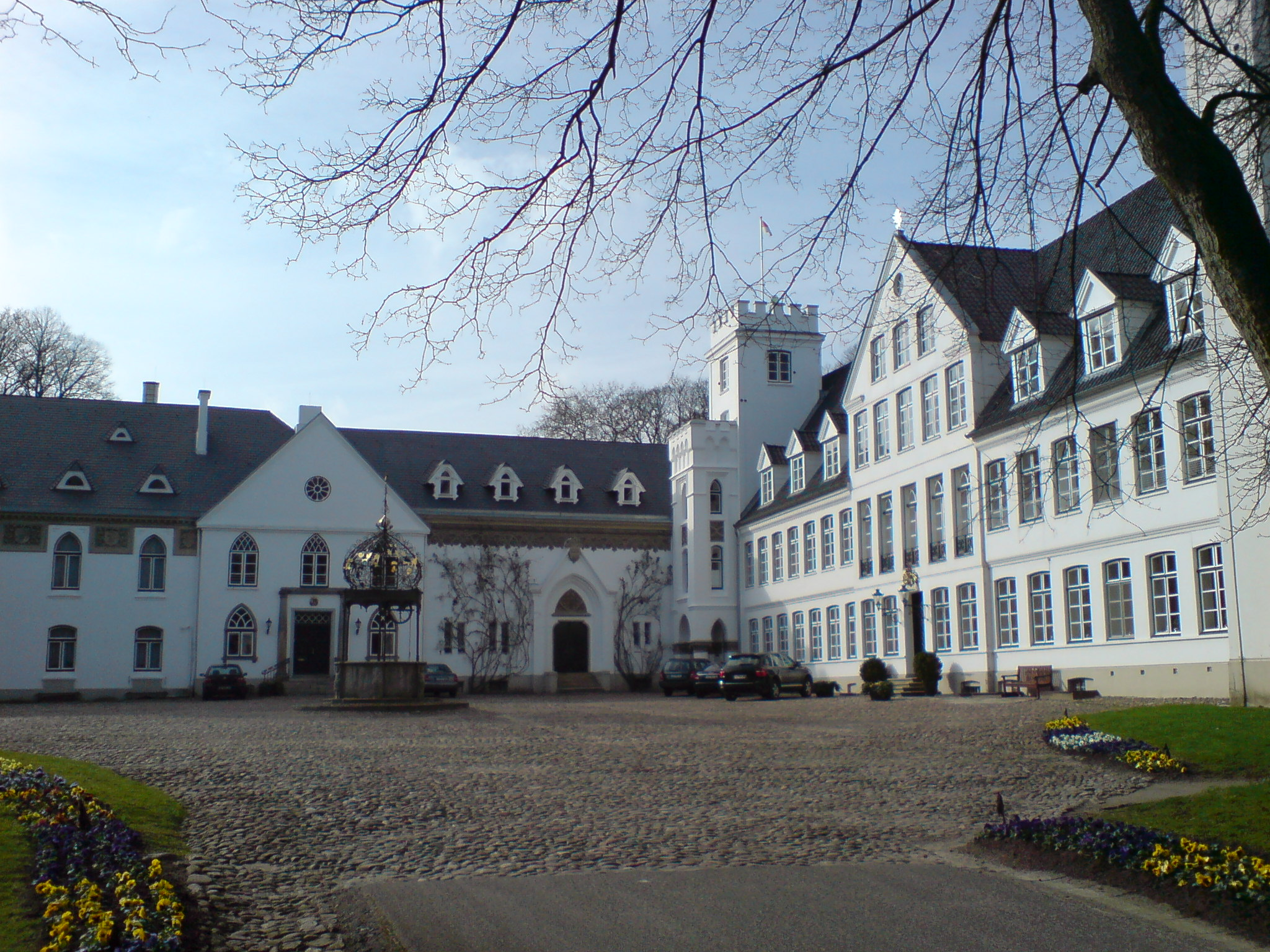
Blick in den Hof von Schloss Breitenburg

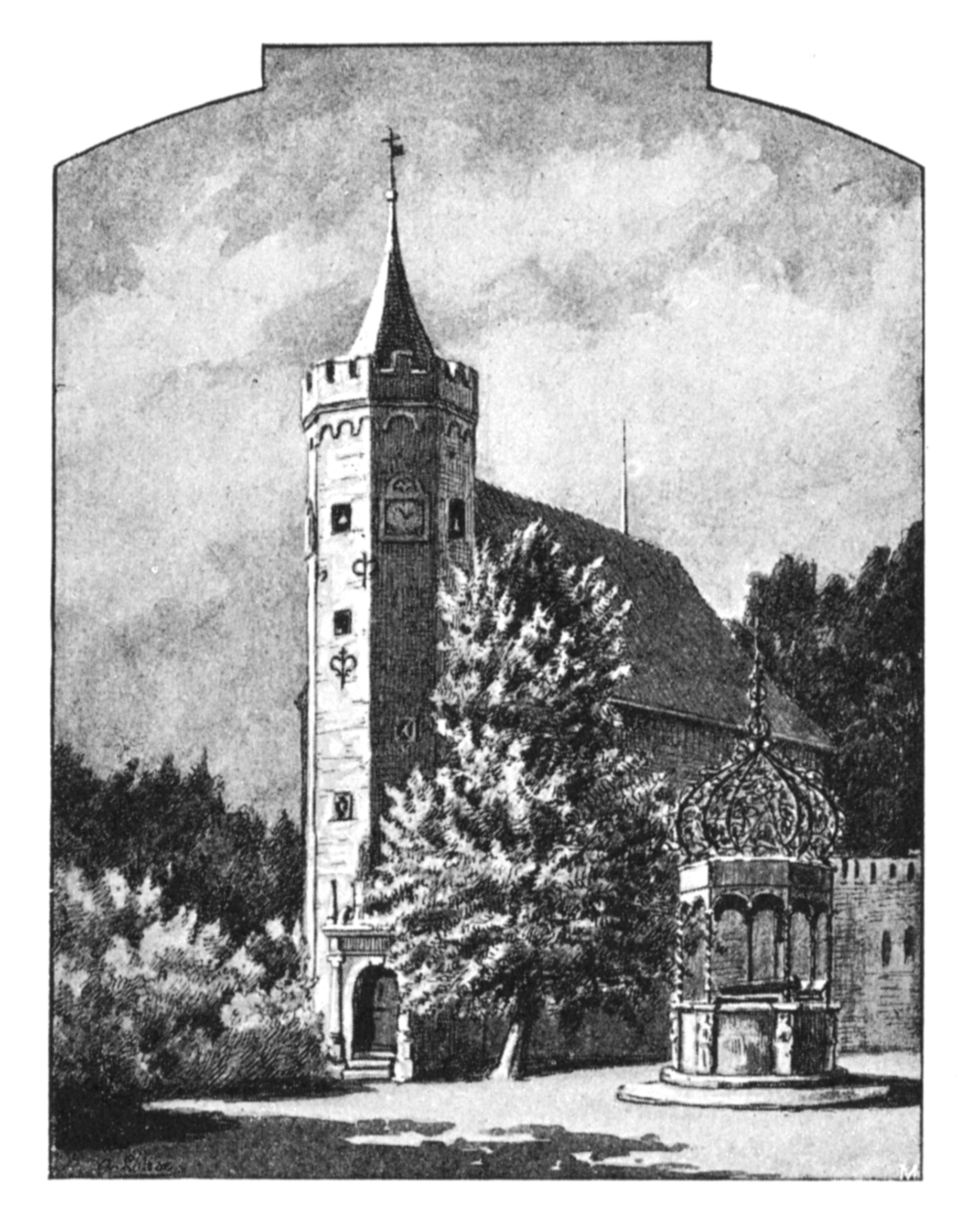
Breitenburger Kapelle um 1895

## Geografie und Verkehr
Breitenburg liegt etwa vier Kilometer südöstlich von Itzehoe an der Stör; der Ortsteil Nordoe liegt südlich von Itzehoe. An der Breitenburger Fähre führt die Landesstraße 116 über die Stör. Südlich der Gemeinde verläuft die Bundesautobahn 23 von Hamburg nach Itzehoe.
Die Gemeinde besteht aus zwei räumlich getrennten Teilgebieten und erstreckt sich über eine Länge von 10,8 Kilometer. Im westlichen Teilgebiet Nordoe liegt im Süden ein Teil des am 6. März 2013 gegründetem Naturschutzgebietes Binnendünen Nordoe. Dieses ist wiederum Teil des europäischen NATURA 2000-Schutzgebietes FFH-Gebiet Binnendünen Nordoe. Im Nordosten dieses Teilgebietes befindet sich der größte Teil des am 22. Oktober 1940 gegründetem Landschaftsschutzgebietes Landschaftsteil „Eichenwald Nordoe“. Die Nordgrenze des westlichen Teilgebietes bildet die Flussmitte der Stör. Die Wasserfläche der Stör und einige vorgelagerte Uferbereiche im Gemeindegebiet sind Teil des europäischen NATURA 2000-Schutzgebietes FFH-Gebiet Schleswig-Holsteinisches Elbästuar und angrenzende Flächen.

## Geschichte
Im Jahre 1526 erwarb Johann Rantzau die Geesthöhe, indem er die Ländereien des Klosters Bordesholm im Kirchspiel Breitenberg an der Stör, die durch eine Überschwemmung verödet waren, ankaufte. Hier befindet sich heute die Gemeinde. Johann Rantzau ließ hier im Jahr 1531 sein festes Schloss Breitenburg bauen, welches sich seit dem fast ununterbrochen im Besitz der Grafen Rantzau befand. Die Herrschaft Breitenburg vererbte sich auf seinen Sohn, den Statthalter Heinrich, während das Gut Bothkamp dem jüngeren Sohn Paul zufiel.

### Schloss Breitenburg
Im 16. Jahrhundert war das Schloss Breitenburg eines der Zentren des Renaissance-Humanismus in Norddeutschland. 1627 wurde es von Wallenstein gestürmt und die umfangreiche Bibliothek gestohlen. Teile der Schlossanlagen wurden von Wallensteins Truppen niedergebrannt bzw. verwüstet.
Das Herrenhaus erhielt seine heutige Gestalt bei umfangreichen Umgestaltungen im 19. Jahrhundert und beherbergt die Thorvaldsen-Galerie mit Werken von Bertel Thorvaldsen und eine Bibliothek.

### Eingemeindungen
Am 1. Februar 1973 wurde ein Teil der Nachbargemeinde Münsterdorf mit damals mehr als 100 Einwohnern eingegliedert.

## Wirtschaft
Die Kreidegrube Saturn, in der nicht mehr abgebaut wird, die aber für die Errichtung eines Pumpspeicherkraftwerks im Gespräch war, liegt teilweise im Gemeindegebiet.

## Politik

### Gemeindevertretung
Bei der Kommunalwahl am 14. Mai 2023 wurden insgesamt elf Sitze vergeben. Von diesen erhielt die Kommunale Wählergemeinschaft Breitenburg sieben Sitze und die SPD erhielt vier Sitze.

### Wappen
Blasonierung: „In Rot auf grünem Balken, der dem von zwei blauen Wellenfäden durchzogenen silbernen Schildfuß aufliegt, ein silbernes Renaissanceschloß, bestehend aus vier aneinander gebauten, mit zwei Reihen rundbogiger Fenster versehenen Giebelhäusern (die beiden äußeren mit Spitzgiebeln und je einem Firstschornstein, die beiden inneren mit Treppengiebeln) und aus einem auf trapezförmiger Rampe vorspringenden, runden Mittelturm mit offener, rundbogiger Tür und schwarzer Zwiebelhaube.“
Es wird angenommen, dass der Kern der im Wappen dargestellten Anlage, die vier aneinandergebauten dreigeschossigen Häuser, aus dem Jahre 1530 stammt und der Bautätigkeit des Feldmarschalls Johann Rantzau zuzuschreiben ist. Der Ausbau des Schlosses im Renaissancestil geht auf Heinrich Rantzau zurück, den Sohn Johanns, der Statthalter des dänischen Königs in den Herzogtümern war. In dieser endgültigen Form ist die Breitenburg auf einer Zeichnung von 1590 erhalten und so in das heutige Wappen übernommen worden. Der grüne Balken und der silberne Schildfuß symbolisieren den Wall und den Burggraben.

## Persönlichkeiten
- August zu Rantzau (1768–1849), oldenburgischer Kammerherr, Amtmann und Lübecker Domherr, 5. Fideikommissherr auf Breitenburg 1847–1849
- Conrad zu Rantzau (1773–1845), dänischer Staatsminister, 3. Fideikommissherr auf Breitenburg
- Hans zu Rantzau (1764–1836), dänischer Generalkriegskommissar
- Breido Graf zu Rantzau (1949–2022), Springreiter